# Tinn
Gmina Tinn (norw. Tinn kommune) – norweska gmina leżąca w regionie Telemark. Jej siedzibą jest miasto Rjukan.
Tinn jest 28. norweską gminą pod względem powierzchni.

## Demografia
Według danych z roku 2006 gminę zamieszkuje 6247 osób. Gęstość zaludnienia wynosi 3,09 os./km². Pod względem zaludnienia Tinn zajmuje 159. miejsce wśród norweskich gmin.
| ludność stan na 1 stycznia 2005 |         |           |       |
|                                 | kobiety | mężczyźni | razem |
| osób                            | 3082    | 3298      | 6380  |
| %                               | 48,31%  | 51,69%    | 100%  |

| wykształcenie stan na 1 października 2004 |        |         |        |        |
|                                           | podst. | średnie | wyższe | niezn. |
| osób                                      | 1104   | 3166    | 747    | 165    |
| %                                         | 21,3%  | 61,1%   | 14,42% | 3,18%  |

## Edukacja
Według danych z 1 października 2004:
- liczba szkół podstawowych (norw. grunnskolar): 8
- liczba uczniów szkół podst.: 769

## Władze gminy
Według danych na rok 2011 administratorem gminy (norw. rådmann) jest Rune Lødøen, natomiast burmistrzem (norw. ordfører, d. borgermester) jest Turid Opedal.